# Vincent Blondel
Vincent Blondel (ur. 28 kwietnia 1965 w Antwerpii) – belgijski matematyk, nauczyciel akademicki i polityk, profesor, w latach 2014–2024 rektor Université catholique de Louvain (UCL), od 2025 przewodniczący Senatu.

## Życiorys
Urodził się w antwerpskiej dzielnicy Wilrijk. Na Université catholique de Louvain ukończył matematykę (1988) oraz filozofię (1991). W zakresie matematyki uzyskał magisterium w Imperial College of Science and Technology w Londynie (1991) oraz doktorat na UCL (1992). Pracował jako badacz w Królewskim Instytucie Technicznym, odbył staż podoktorski w instytucie naukowym INRIA. W drugiej połowie lat 90. wykładał na Uniwersytecie w Liège. Później został nauczycielem akademickim na UCL, uzyskując profesurę tej uczelni. Wykładał gościnnie także w Massachusetts Institute of Technology.
Na macierzystej uczelni kierował katedrą matematyki stosowanej. W latach 2013–2014 pełnił funkcję dziekana uniwersyteckiej szkoły inżynierskiej. W 2014 został wybrany na rektora UCL, w 2019 uzyskał reelekcję na drugą pięcioletnią kadencję. W pracy badawczej specjalizował się w matematyce stosowanej. Członek Belgijskiej Królewskiej Akademii Nauk, Literatury i Sztuki oraz Academia Europaea.
Zaangażował się w działalność polityczną w ramach partii Les Engagés. W czerwcu 2024 został wybrany na posła do Parlamentu Walońskiego, który w tym samym roku delegował go w skład Senatu. W lutym 2025 objął urząd przewodniczącego wyższej izby belgijskiego parlamentu.

## Odznaczenia
- Komandor Orderu Leopolda (2017)[1]
- Oficer Orderu Palm Akademickich (2021)[1]